# Воротец (Гомельская область)
Воротец (бел. Варацец) — упразднённая деревня в Хойникском районе Гомельской области Беларуси. Входила в состав Стреличевского сельсовета.
В начале 1930-х годов поблизости обнаружены месторождения железных руд и мергеля.
В связи с радиационным загрязнением после катастрофы на Чернобыльской АЭС жители (55 семей) переселены в чистые места.

## География

### Расположение
В 18 км на юго-восток от районного центра и железнодорожной станции Хойники (на ветке Василевичи — Хойники от линии Гомель — Калинковичи), в 121 км от Гомеля.

### Гидрография
На востоке мелиоративные каналы, соединённые с рекой Припять (приток реки Днепр).

## Транспортная сеть
Транспортные связи по просёлочной, а затем автодороге Брагин — Хойники. Планировка состоит из почти прямолинейной улицы, ориентированной с юго-запада на северо-восток. Застройка двусторонняя, деревянная, усадебного типа.

## История
Воротец впервые упомянут в документе от 13 (23 н. ст.) марта 1581 г. среди владений пана Щастного Харлинского, которые предполагалось разграничить с имениями князя Михаила Вишневецкого и княгини Александровой Вишневецкой с детьми. Находился в Киевском воеводстве Королевства Польского. Некоторое время принадлежал тем же владельцам, что и Хойники с Остроглядами. В 1687 г. один хутор Воротец с 5 дымами был владением Яна Конецпольского, второй (называемый также и деревней) с 4 дымами в инвентарях 1698 г. и 1721 г., с 5 дымами в ревизии 1716 г. принадлежал отцу и сыну князьям Доминику и Николаю Шуйским.
После 2-го раздела Речи Посполитой (1793 год) в составе в Речицкого уезда Черниговского наместничества, с 1797 г. Минской губернии Российской империи. Как свидетельствовуют инвентари 1844 года, один из Воротцов входил в состав Остроглядовского фольварка поместья Хойники, принадлежавшего Владиславу Прозору, другой относился к Рудаковскому фольварку одноимённого поместья Генрика, Александра и Софии Оскерко (ранее, согласно метрическим книгам Бабчинской церкви 1834 г., имение принадлежало их матери Ядвиге, вдове по отцу Владиславу, которую священник И. Немшевич записал… Евдокией). В 1879 году Воротец панов Прозоров и Воротец панов Оскерко обозначены соответственно в числе селений Остроглядского и Бабчинского церковных приходов. В пореформенный период — в Микуличской волости Речицкого уезда Минской губернии.
С 8 декабря 1926 года до 30 декабря 1927 года центр Воротецкого сельсовета Хойникского района Речицкого с 9 июня 1927 года Гомельского округов. В 1931 году организован колхоз. 54 жителя погибли на фронтах Великой Отечественной войны. Согласно переписи 1959 года входила в состав колхоза «Октябрь» (центр — деревня Бабчин).
Решением Хойникского районного Совета депутатов от 20 сентября 2011 г. № 68 "Об упразднении сельских населённых пунктов Хойникского района" деревня Воротец Стреличевского сельсовета упразднена.

## Население

### Численность
- 2004 год — жителей нет

### Динамика
- 1850 год — Воротец-I 15 дворов, 102 жителя и Воротец-II 10 дворов 53 жителя
- 1897 год — в деревне Воротец-I 27 дворов, 179 жителей, в деревне Воротец-II 17 дворов, 149 жителей (согласно переписи)
- 1959 год — 615 жителей (согласно переписи)
- 2004 год — жителей нет

## Инфраструктура
- Научно-экспериментальная конеферма "Воротец"